# 桐原水
桐原水(きりはらみず)とは宇治七名水の一つで、京都府宇治市の宇治上神社内にある湧水である。宇治七名水の一つであるが、現存する最後の一つとなっている。

## 宇治七名水
宇治茶は室町時代に栄え、その宇治茶の象徴として宇治七名園が作られた。その際、お茶に不可欠な水にも「宇治七名水」が定められ、桐原水はそのうちの一つに数えられた。現在、他の六名水は失われたが、この桐原水だけが今なお枯れることなく涌き出している。 
- 桐原水（きりはらすい）
- 公文水（くもんすい）
- 法華水（ほっけすい）
- 阿弥陀水（あみだすい）
- 百夜月井（ももよづきい）
- 泉殿（いずみどの）
- 高浄水（こうじょうすい）

## 飲用
付近の住民などが、この水を飲食に利用するため汲んでいる姿を見受けるが、飲食に利用する際には煮沸や以下の検査を行った上で利用する事が望ましい。
- 給水事業ではない（例えば個人所有の井戸水等）の水質基準については、法的に定められていない。一般的な水質の目安として、約10項目（大腸菌、一般細菌、硝酸態及び亜硝酸態窒素、塩化物イオン、有機物等（全有機炭素）、pH値、臭気、色度、濁度、味：これらを総称して「簡易飲適」と言われる）及び残留塩素についてを検査・確認することが多い。飲用を目的とする場合には、出来るだけ水道水質基準の全項目の検査を実施した方がよい。不適合である場合には、滅菌装置や濾過装置の設置などによる浄化対策を講じた後、再検査を行う必要がある。検査は、保健所や環境計量証明事業所などで実施している。

## 画像

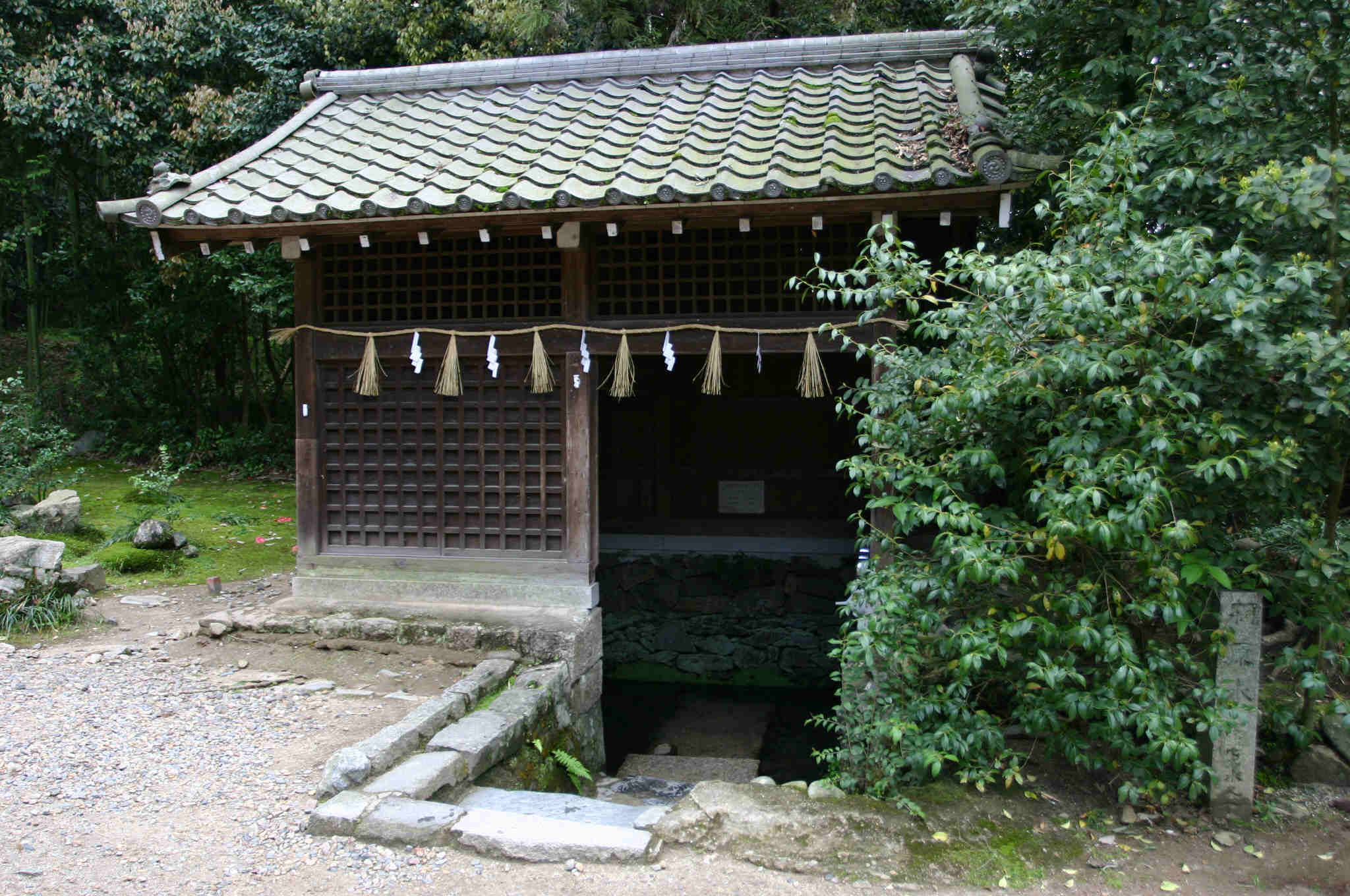
桐原水の建屋
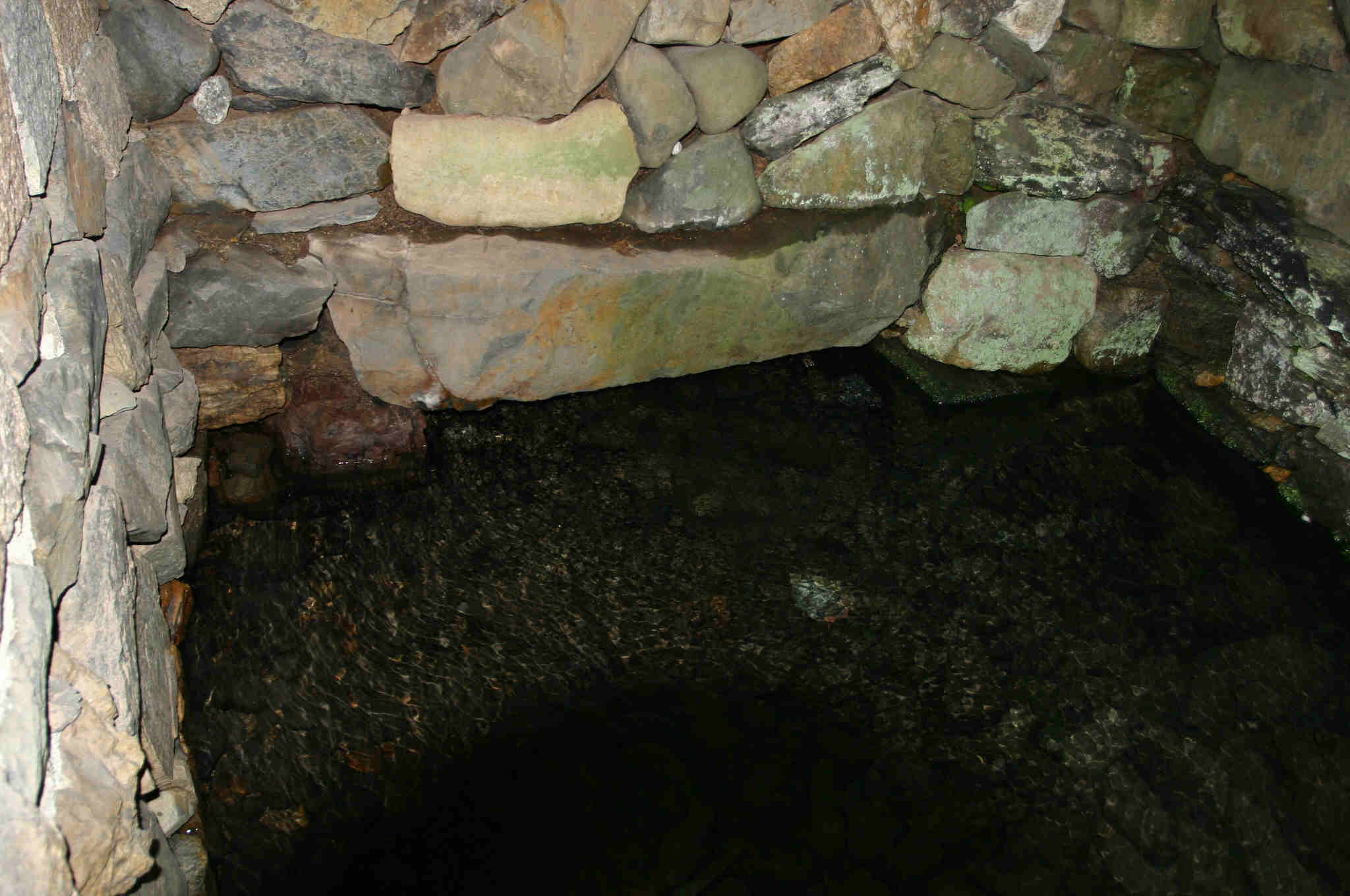
桐原水
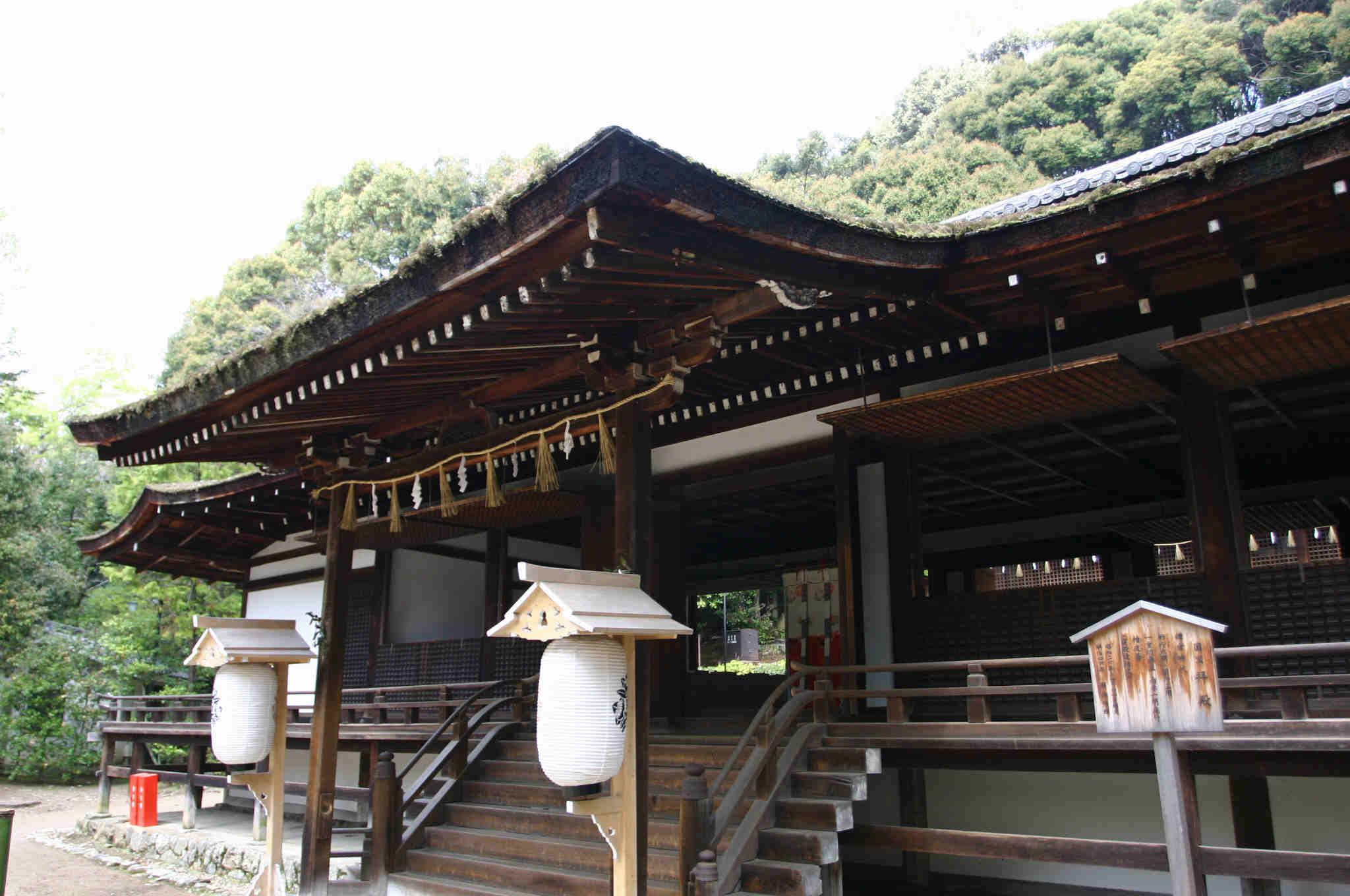
宇治上神社